# Edmonton–McClung
Pour les articles homonymes, voir Edmonton (homonymie) et McClung.
Circonscription électorale provinciale du Canada
Edmonton-McClung est une circonscription électorale provinciale d'Edmonton en Alberta, (Canada). 
La circonscription électorale a été créée en 1993 et en l'honneur de l'ex-députée libérale d'Edmonton (en) Nellie McClung.

## Liste des députés
| Députés de l'Assemblée législative d'Edmonton-McClung | Députés de l'Assemblée législative d'Edmonton-McClung | Députés de l'Assemblée législative d'Edmonton-McClung | Députés de l'Assemblée législative d'Edmonton-McClung | Députés de l'Assemblée législative d'Edmonton-McClung |
| Législature                                           | Année                                                 | Députés                                               | Députés                                               | Parti                                                 |
| ----------------------------------------------------- | ----------------------------------------------------- | ----------------------------------------------------- | ----------------------------------------------------- | ----------------------------------------------------- |
| Voir Edmonton-Meadowlark 1971-1993                    |                                                       |                                                       |                                                       |                                                       |
| 23e                                                   | 1993–1997                                             |                                                       | Grant Mitchell                                        | Libéral                                               |
| 24e                                                   | 1997-1998                                             |                                                       | Grant Mitchell                                        | Libéral                                               |
| 24e                                                   | 1998                                                  |                                                       | Vacant                                                | Vacant                                                |
| 24e                                                   | 1998-2001                                             |                                                       | Nancy MacBeth                                         | Libéral                                               |
| 25e                                                   | 2001-2004                                             |                                                       | Mark Norris                                           | Progressiste-Conservateur                             |
| 26e                                                   | 2004-2008                                             |                                                       | Mo Elsalhy                                            | Libéral                                               |
| 27e                                                   | 2008-2012                                             |                                                       | David Xiao                                            | Progressiste-Conservateur                             |
| 28e                                                   | 2012–2015                                             |                                                       | David Xiao                                            | Progressiste-Conservateur                             |
| 29e                                                   | 2015-2019                                             |                                                       | Lorne Dach                                            | Néo-démocrate                                         |
| 30e                                                   | 2019–2023                                             |                                                       | Lorne Dach                                            | Néo-démocrate                                         |
| 31e                                                   | 2023–en cours                                         |                                                       | Lorne Dach                                            | Néo-démocrate                                         |

## Résultats électoraux
| Élections générales albertaines de 2012 | Élections générales albertaines de 2012 | Élections générales albertaines de 2012 | Élections générales albertaines de 2012 |
| Candidat                                | Candidat                                | Parti                                   | # de voix                               |
| --------------------------------------- | --------------------------------------- | --------------------------------------- | --------------------------------------- |
|                                         | David Xiao                              | Progressiste-conservateur               | 7,179                                   |
|                                         | Mo Elsalhy                              | Libéral                                 | 3,800                                   |
|                                         | Peter Janisz                            | Parti Wildrose                          | 2,756                                   |
|                                         | Lorne Dach                              | NPD                                     | 1,134                                   |
|                                         | John Hudson                             | Parti de l'Alberta                      | 418                                     |
|                                         | Nathan Forsyth                          | Evergreen (en)                          | 102                                     |
| Total                                   |                                         |                                         |                                         |